# Mörbisch am See
Mörbisch am See (ungarisch Fertőmeggyes, Megyes; kroatisch Merbiš) ist eine österreichische Gemeinde mit 2213 Einwohnern (Stand 1. Jänner 2024) am Neusiedler See im nördlichen Burgenland.

## Geografie

### Geografische Lage
Mörbisch am See liegt im nördlichen Burgenland am südwestlichen Ufer des Neusiedler Sees, der hier Teil der Staatsgrenze zu Ungarn ist. Wien befindet sich ca. 70 km nordwestlich.
Der Ort hat einen sehr breiten Schilfgürtel, so dass man den See nur über einen im Jahr 1950 aufgeschütteten Damm erreichen kann. Am Ende des Dammes befinden sich die Seebühne, das moderne Seebad Mörbisch am See, der Jachthafen, zwei Schifffahrtsunternehmen, die den Fährbetrieb nach Illmitz bedienen, Tennis- und Beachvolleyballplätze, eine Segel- und Surfschule sowie ein Bootsverleih.

### Nachbargemeinden
| Sankt Margarethen | Rust                                        |              |
|                   | Kompassrose, die auf Nachbargemeinden zeigt | Illmitz (ND) |
|                   | Fertőrákos, (Ungarn)                        |              |

### Klima
Durch die Lage am Neusiedler See herrscht mildes, pannonisches Klima, Cfb nach der effektiven Klimaklassifikation. Die durchschnittlich 600 Millimeter Niederschläge fallen auf das ganze Jahr verteilt mit dem meisten Regen in den Monaten Mai bis August, am trockensten ist der Januar mit rund 30 Millimeter Niederschlag.

## Geschichte
Der Ortsname ist zum ersten Mal 1254 als possessio Megyes erwähnt (wörtlich: „der kirschenreiche Ort“, zu ungarisch meggy ‚Kirsche‘) worden. Die ersten, ungarischsprachigen Bewohner benannten die Siedlung also entweder nach einem dort befindlichen, auffälligen Kirschbaum oder nach den zahlreich dort wachsenden Kirschbäumen.
Diese ungarische Form Meggyes wurde später leicht abgewandelt ins Deutsche als Mörbisch übernommen; die kroatische Form Merbiš ist aus der deutschen entlehnt.
Vor Christi Geburt war das Gebiet Teil des keltischen Königreiches Noricum und gehörte zur Umgebung der keltischen Höhensiedlung Burg auf dem Schwarzenbacher Burgberg.
Im Westen des Ortes, auf der Flur „Salzäcker“ liegt die Fundstelle eines latènezeitlichen Gräberfeldes. Bei landwirtschaftlichen Arbeiten wurden 1935 die ersten Funde gemacht und in das Landesmuseum Burgenland in Eisenstadt gebracht. Daraufhin erfolgte Grabungen brachten fünf Gräber zutage, 1936 wurden weitere vier entdeckt. Bei einigen Gräbern waren Steinpackungen vorhanden, beim Grab 4 eine Steinstele. An Grabbeigaben fand man Bronzefibeln verschiedener Form, darunter auch Vogelkopffibeln, Halsreifen mit Ösen-Haken-Verschluss, Eisenschwerter und -messer, alles aus der Frühlatènezeit. Ein Hohlbuckelring weist auf eine Weiterbelegung bis in die Mittellatène hin.
Später unter den Römern lag das heutige Mörbisch am See dann in der Provinz Pannonia.
Mörbisch am See war bereits 5000 v. Chr. besiedelt. Auch die Römer hatten Siedlungen hier. Unmittelbar südlich der Staats- und Gemeindegrenze bei Mörbisch am See ist ein Mithrasrelief aus der römischen Zeit Pannoniens zu sehen.
1918 bestand der (unverwirklicht gebliebene) Plan, von der Station der Raab-Oedenburg-Ebenfurter Eisenbahn in Sopron (Ödenburg) eine über Mörbisch nach Rust führende normalspurige Eisenbahn zu errichten.
Der Ort gehörte wie das gesamte Burgenland bis 1921 zu Ungarn, konkret zum Komitat Sopron (Ödenburg). Nach Ende des Ersten Weltkriegs wurde nach zähen Verhandlungen Deutsch-Westungarn in den Verträgen von St. Germain 1919 und Trianon 1920 Österreich zugesprochen. Der Ort gehörte seit 1921 zum neu gegründeten Bundesland Burgenland (siehe auch Geschichte des Burgenlandes), in der NS-Zeit zu Niederösterreich. Dennoch waren Wirtschaft und Kultur bis 1945 nach Ödenburg ausgerichtet.
1945–1989 lag zwischen Mörbisch am See und Ödenburg der Eiserne Vorhang, seither ist die Grenze wieder offen. Ende 2007 wurden die Grenzkontrollen eingestellt (Schengenabkommen).
In diesem Zusammenhang wird Mörbisch am See in der 2017 erschienenen Rockballade Sommer ’89 (Er schnitt Löcher in den Zaun) erwähnt.

### Bevölkerungsentwicklung

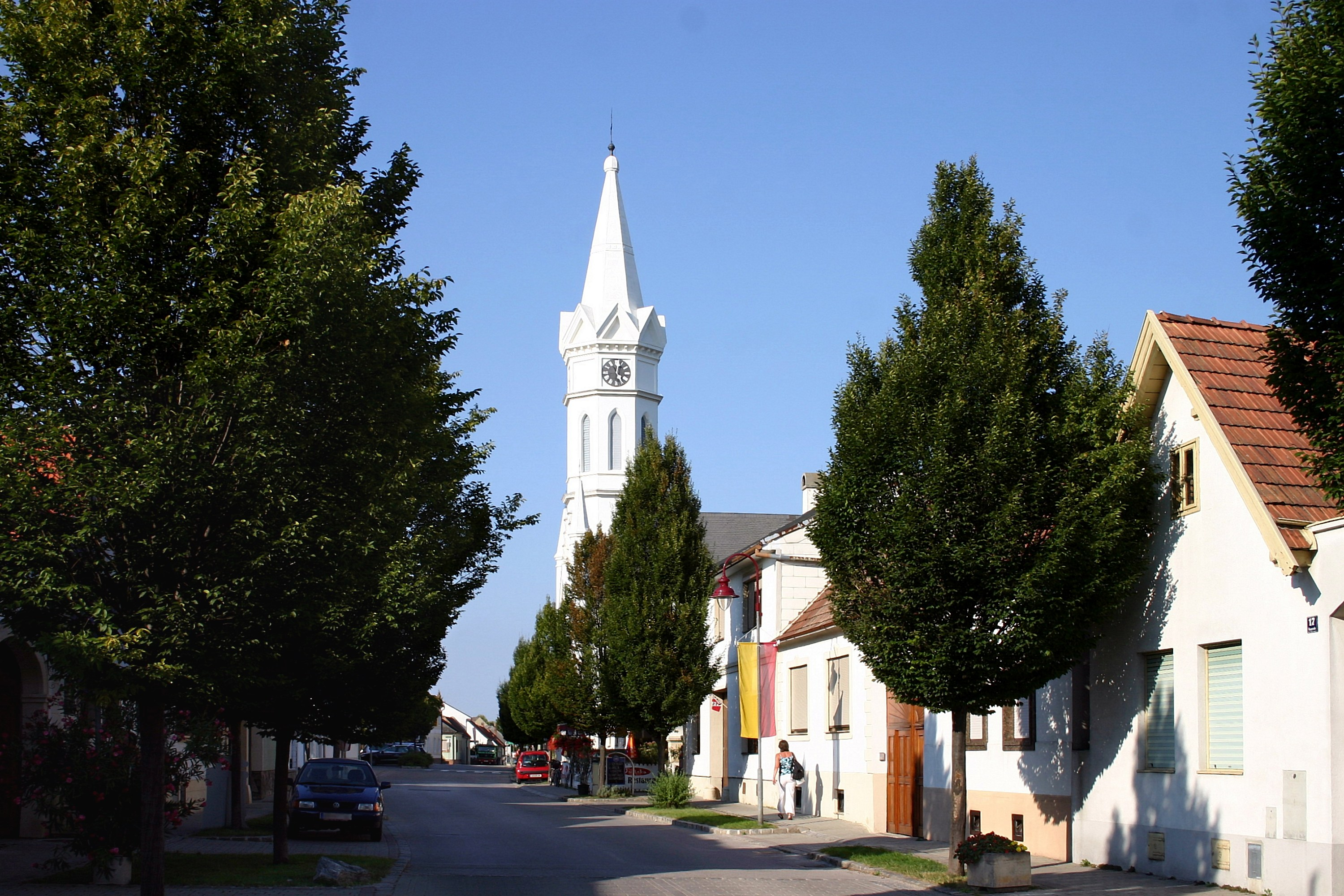
Ansicht der Hauptstraße

In den Jahren 1680 und 1713 wütete in Mörbisch die Pest und raffte zwei Drittel der Bevölkerung dahin. Im Jahr 1849 starb aufgrund einer Cholera-Epidemie die Hälfte der Einwohner. Mörbisch zählte bis Anfang des 19. Jahrhunderts nur mehr knapp 200 Einwohner. Die starke Zunahme der Bevölkerung in der 2. Hälfte des 19. Jahrhunderts gibt einen Hinweis auf die günstige Auswirkung der erlangten wirtschaftlichen Unabhängigkeit der ungarischen Bauern.
Rund um die Jahrtausendwende konnte die negative Geburtenbilanz durch eine starke Zuwanderung ausgeglichen werden.

## Kultur und Sehenswürdigkeiten

### Bauwerke
- Hofgassen: Die Hofgassen in Mörbisch am See sind seit 2001 Teil des UNESCO-Weltkulturerbes
- Evangelische Pfarrkirche Mörbisch am See
- Katholische Pfarrkirche Mörbisch am See

### Sport
Neben der Seebühne liegt das 1996 ausgebaute und erweiterte Mörbischer Seebad mit Liegewiesen und einer eigenen Bade- und Ruheinsel sowie Erlebnisbad-Infrastruktur.
Durch das Gemeindegebiet von Mörbisch führen zwei österreichische Weitwanderwege: der Ostösterreichische Grenzlandweg 07 sowie eine Variante des Zentralalpenwegs (02A).

### Regelmäßige Veranstaltungen
- Weithin bekannt sind die Seefestspiele Mörbisch. Auf einer im Neusiedlersee aufgebauten Bühne werden jährlich im Juli und August Operetten österreichischer Komponisten gespielt.
- Die Veranstaltungsserie Musik im Park, bei der Konzertaufzeichnungen auf einer Großbildleinwand vorgeführt werden, findet jährlich im Sommer statt, ebenso regelmäßige Gästekonzerte und Auftritte der Volkstanzgruppe.

## Wirtschaft und Infrastruktur

### Verkehr
- Straße: Das Straßennetz endet an der Grenze zu Fertőrákos (Kroisbach); der Fahrweg dorthin, in Österreich großzügig ausgebaut, damit man per Autobus den Eisernen Vorhang besichtigen konnte, ist auf ungarischer Seite nur für Radfahrer und Fußgänger geöffnet.
- Fähre: Von anderen Seeanrainergemeinden, vor allem von Illmitz im Seewinkel aus, gibt es fahrplanmäßige Bootsfahrten (Radfähre) nach Mörbisch.

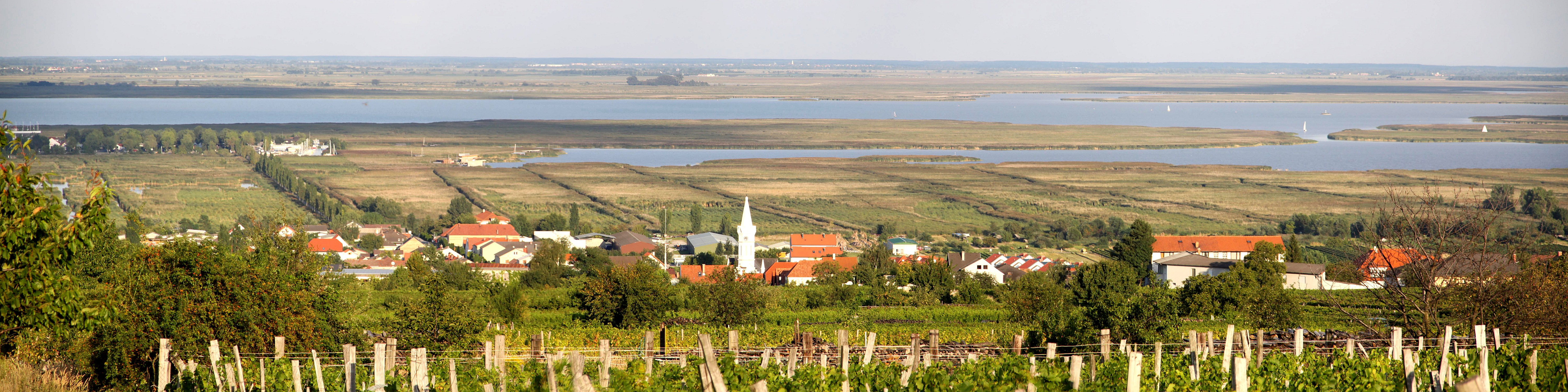
Panorama von Mörbisch am See mit dem Neusiedlersee

- Radwege: Mörbisch am See ist mit einem Netz von 'Radwegen' ausgestattet. So verbindet der Radweg B31 die Gemeinde mit dem „Burgenland-Jubiläumsradweg“[8] und der Neusiedler-See-Radweg führt ebenfalls durch Mörbisch am See. Für Nordic-Walking-Sportler wurden in Kooperation mit den Nachbargemeinden Rust und Oggau 15 Touren entwickelt.

### Ansässige Unternehmen
Mörbisch am See ist mit seiner Lage im Anbaugebiet Leithaberg ein traditioneller Weinbauort. 500 Hektar Rebfläche werden von 100 Winzern bewirtschaftet; ausgeschenkt wird u. a. in den 15 Heurigenschenken des Ortes.
Mörbisch am See zählt mit 98.475 Übernachtungen jährlich (2015) zu den größten Tourismusgemeinden des Burgenlandes. Mit dem Aufschwung des Tourismus im Burgenland hat auch Mörbisch am See profitiert; durch die Seefestspiele Mörbisch wurde dieser Effekt noch verstärkt.

## Politik

### Gemeinderat

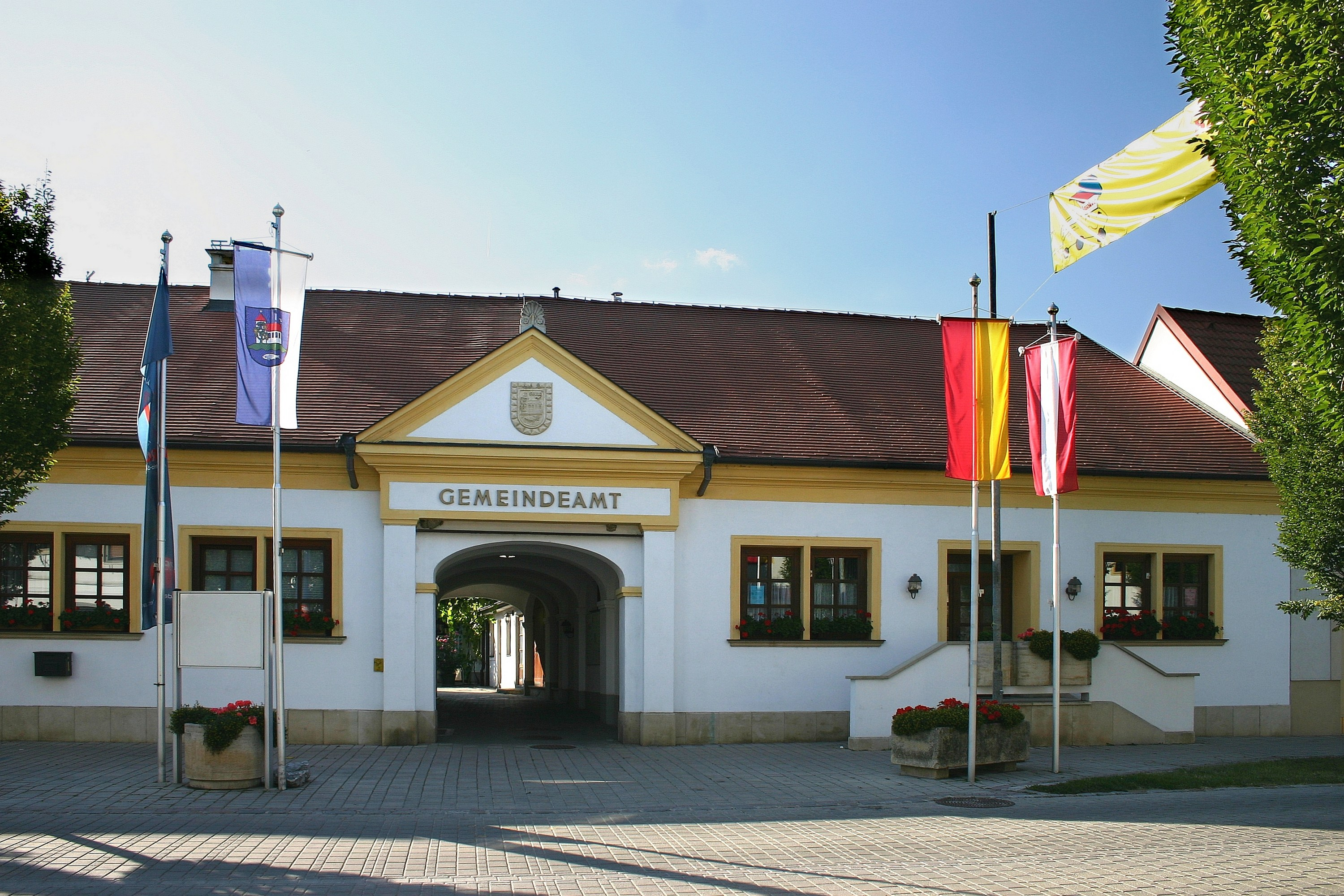
Gemeindeamt Mörbisch

Der Gemeinderat umfasst aufgrund der Einwohnerzahl insgesamt 23 Mitglieder.
| Partei          | 2022             | 2022             | 2022             | 2017             | 2017             | 2017             | 2012             | 2012             | 2012             | 2007             | 2007             | 2007             | 2002             | 2002             | 2002             | 1997             | 1997             | 1997             |
| Partei          | Sti.             | %                | M.               | Sti.             | %                | M.               | Sti.             | %                | M.               | Sti.             | %                | M.               | Sti.             | %                | M.               | Sti.             | %                | M.               |
| --------------- | ---------------- | ---------------- | ---------------- | ---------------- | ---------------- | ---------------- | ---------------- | ---------------- | ---------------- | ---------------- | ---------------- | ---------------- | ---------------- | ---------------- | ---------------- | ---------------- | ---------------- | ---------------- |
| SPÖ             | 744              | 49,57            | 12               | 659              | 47,24            | 10               | 720              | 50,67            | 11               | 856              | 56,06            | 14               | 756              | 48,77            | 11               | 790              | 54,60            | 12               |
| ÖVP             | 554              | 36,91            | 9                | 601              | 43,08            | 9                | 480              | 33,78            | 7                | 366              | 23,97            | 6                | 534              | 34,45            | 7                | nicht kandidiert | nicht kandidiert | nicht kandidiert |
| FPÖ             | 106              | 7,06             | 1                | 135              | 9,68             | 2                | 146              | 10,27            | 2                | 84               | 5,50             | 1                | 260              | 16,77            | 3                | 298              | 20,59            | 4                |
| Grüne           | 97               | 6,46             | 1                | nicht kandidiert | nicht kandidiert | nicht kandidiert | nicht kandidiert | nicht kandidiert | nicht kandidiert | 41               | 2,69             | 0                | nicht kandidiert | nicht kandidiert | nicht kandidiert | nicht kandidiert | nicht kandidiert | nicht kandidiert |
| LBL             | nicht kandidiert | nicht kandidiert | nicht kandidiert | nicht kandidiert | nicht kandidiert | nicht kandidiert | 75               | 5,28             | 1                | 180              | 11,79            | 2                | nicht kandidiert | nicht kandidiert | nicht kandidiert | nicht kandidiert | nicht kandidiert | nicht kandidiert |
| PRO Mörbisch    | nicht kandidiert | nicht kandidiert | nicht kandidiert | nicht kandidiert | nicht kandidiert | nicht kandidiert | nicht kandidiert | nicht kandidiert | nicht kandidiert | nicht kandidiert | nicht kandidiert | nicht kandidiert | nicht kandidiert | nicht kandidiert | nicht kandidiert | 359              | 24,81            | 5                |
| Wahlberechtigte | 2027             | 2027             | 2027             | 1935             | 1935             | 1935             | 1975             | 1975             | 1975             | 2009             | 2009             | 2009             | 1980             | 1980             | 1980             | 1943             | 1943             | 1943             |
| Wahlbeteiligung | 79,48 %          | 79,48 %          | 79,48 %          | 81,60 %          | 81,60 %          | 81,60 %          | 80,76 %          | 80,76 %          | 80,76 %          | 82,83 %          | 82,83 %          | 82,83 %          | 85,86 %          | 85,86 %          | 85,86 %          | 86,26 %          | 86,26 %          | 86,26 %          |

### Gemeindevorstand[veraltet]
Neben Bürgermeisterin Bettina Zentgraf (SPÖ) und Vizebürgermeister Markus Binder (ÖVP) gehören weiters die geschäftsführenden Gemeinderäte Manfred Blazeg (SPÖ), Michael Lang (SPÖ), Tobias Thaller (SPÖ), Werner Strommer (ÖVP) und Johannes Bauer (ÖVP) dem Gemeindevorstand an.
Zum Gemeindekassier wurde vom Gemeinderat Manfred Skalitzky (SPÖ), zum Jugendgemeinderat Marc Heger (SPÖ) und zum Umweltgemeinderat Gerhard Zethner (SPÖ) gewählt.

### Bürgermeisterin
Am 23. Oktober 2022 wurde Bettina Zentgraf (SPÖ) Bürgermeisterin. Sie setzte sich in der Bürgermeisterstichwahl mit 59,99 % der gültigen Stimmen gegenüber ihrem Vorgänger Markus Binder (ÖVP) durch, welcher 40,1 % erreichte. Bereits im ersten Wahlgang am 2. Oktober 2022 hatte Zentgraf mit 48,4 % gegenüber Binder mit 39,9 % die Nase vorne, während auf die anderen Bewerber Michael Bacher (Die Grünen) mit 6,0 % und Gerald Sommer (FPÖ) 5,7 % der Stimmen kamen. Markus Binder wurde in der konstituierenden Sitzung des Gemeinderats zum Vizebürgermeister gewählt.
Am 23. Oktober 2022 setzte sich Bettina Zentgraf (SPÖ) in einer Stichwahl gegen den bisherigen ÖVP-Bürgermeister Markus Binder durch.

### Chronik der Bürgermeister seit 1945
Quelle: Atlas Burgenland
- 1945–1950 Matthias Jäger
- 1950–1952 Martin Schindler
- 1952–1954 Johann Wenzl
- 1954–1966 Franz Schindler
- 1966–1974 Andreas Sommer (SPÖ)
- 1974–1975 Helmut Jäger
- 1975–1992 Franz Schindler
- 1992–2002 Martin Sommer
- 2002–2012 Peter Vargyas (SPÖ)
- 2012–2017 Jürgen Marx (SPÖ)
- 2017–2022 Markus Binder (ÖVP)
- seit 2022 Bettina Zentgraf (SPÖ)

## Persönlichkeiten
- Michael Andreas Lang (1912–1996), Heimatdichter und Komponist